# Petrosinella

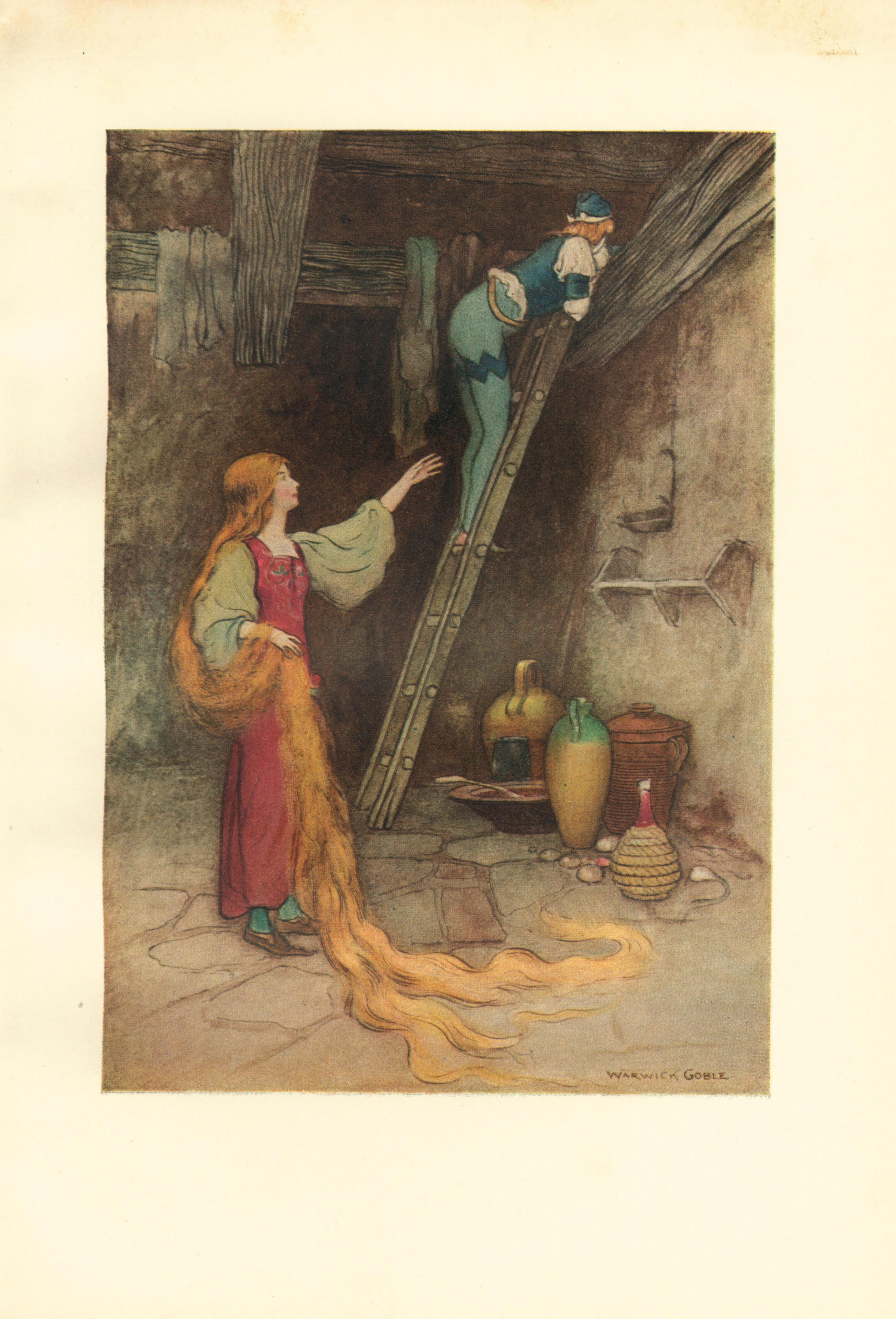
Illustration von Warwick Goble, 1911

Petrosinella (neapolitanisch, etwa „Petersilchen“) ist ein Märchen (ATU 310, 313). Es steht in Giambattista Basiles Sammlung Pentameron als erste Erzählung des zweiten Tages (II,1).

## Inhalt
Eine schwangere Frau stiehlt aus Appetit vom Petersilienbeet einer Orca nebenan. Die ertappt sie und lässt sie erst laufen, als sie ihr das Kind verspricht. Dieses hat bei Geburt ein Petersilienbüschel auf der Brust. Als die Mutter ihr Versprechen nicht einhält, bedrängt die Orca das Kind auf dem Schulweg, bis die Mutter ihr ausrichten lässt: „So nimm sie dir doch!“ Es wird im Wald in einen Turm gesperrt, dessen einziges Fensterchen die Hexe an Petrosinellas langen Haaren ersteigt. Da besucht Petrosinella ein Prinz, was eine Bekannte der Hexe beobachtet und verrät. Die Hexe versichert aber, dass Petrosinella nur mit den drei Eicheln vom Küchenbalken fliehen könne. Petrosinella belauscht das und benutzt zur Flucht mit dem Prinzen eine Strickleiter. Aus der ersten Eichel rennt der verfolgenden Orca ein Hund entgegen, den sie mit Brot beruhigt. Aus der zweiten Eichel kommt ein Löwe, gegen den sie sich mit einer Eselshaut tarnt. Darin frisst sie der Wolf, welcher aus der dritten Eichel entspringt. Die Liebenden heiraten.

## Bemerkungen
'Orca' bedeutet hier 'Hexe' in Anlehnung an den kinderfressenden Oger. Vgl. bei Basile zum Turm II,7 Die Taube, III,3 Viso, zur magischen Flucht III,9 Rosella. Laut Rudolf Schenda ist dies die älteste bekannte Fassung des in Italien beliebten Märchens. Er vergleicht La vecchia di l’ortu, Bianca-comu-nivi-russa-comu-focu und Lu Re d’Amuri in Pitrès Fiabe, Novelle e Racconti popolari siciliane, deutsch Nr. 16, 11 und 14 in Märchen aus Sizilien (Die Märchen der Weltliteratur, 1991), La Prezzemolina in Imbrianis La novellaja fiorentina und Pitursellina in Marzocchis Novelle popolari senesi raccolte von 1879, deutsch Nr. 20 bzw. Nr. 28 in Märchen aus der Toskana (Die Märchen der Weltliteratur, 1996). Petrusenella in De Simones Fiabe campane, Nr. 18 stehe Basiles Fassung sehr nahe. Petersilie schrieb man in Italien u. a. die Fähigkeit zu, die Brustmilch flüssiger zu machen. Seit der Antike war Petersilie ein Heilkraut des Urogenitaltrakts, das Harn und Menstruation antreibt. Walter Scherf bemerkt, dass ein Vater erst in späteren Fassungen, z. B. Imbrianis La Prezzemolina, vorkommt und dann schwach und willfährig gezeichnet ist. Offenes Haar bedeute Einklang mit sich und dem eigenen Eros (wie in Die Gänsemagd), so setze das von der Mutter erst abhängige, dann im Turm ausgestoßene Mädchen nun auf echte Partnerschaft.
Grimms bekanntes Märchen Rapunzel (ab 1812) geht über Charlotte-Rose de Caumont de La Forces Persinette (1697) möglicherweise auf dieses zurück.